# Alte Warth (Naturschutzgebiet)
Koordinaten: 50° 50′ 43″ N, 10° 18′ 33″ O

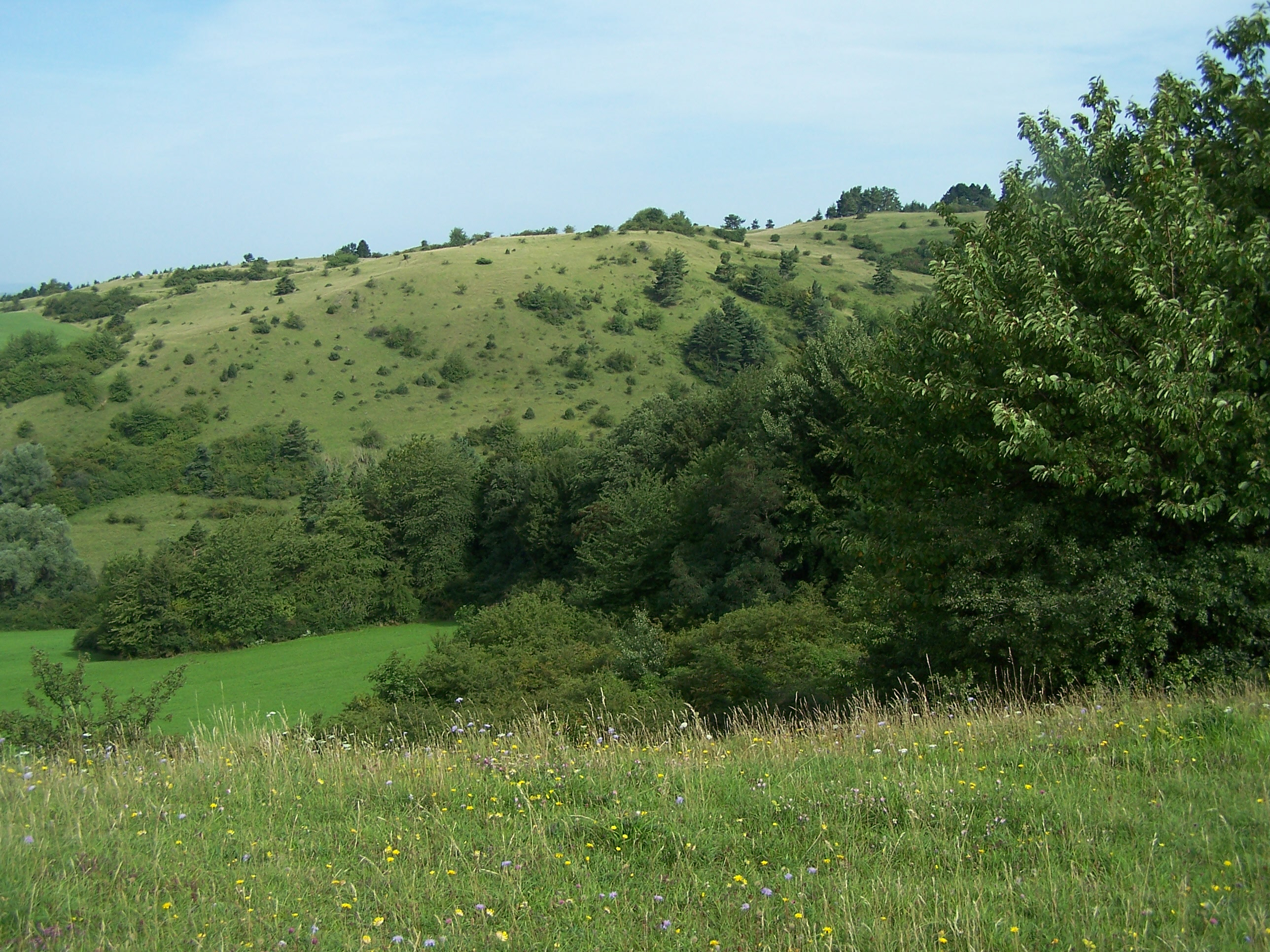
Naturschutzgebiet Alte Warth (August 2011)

Das Naturschutzgebiet Alte Warth liegt im Wartburgkreis in Thüringen. Es erstreckt sich am Berg Alte Warth
nordöstlich von Gumpelstadt, einem Ortsteil der Kreisstadt Bad Salzungen. Westlich des Gebietes verläuft die B 19 und südlich die Landesstraße L 1126.

## Bedeutung
Das 86,1 ha große Gebiet mit der NSG-Nr. 144 wurde im Jahr 1995 unter Naturschutz gestellt.